# 주메이라 모스크

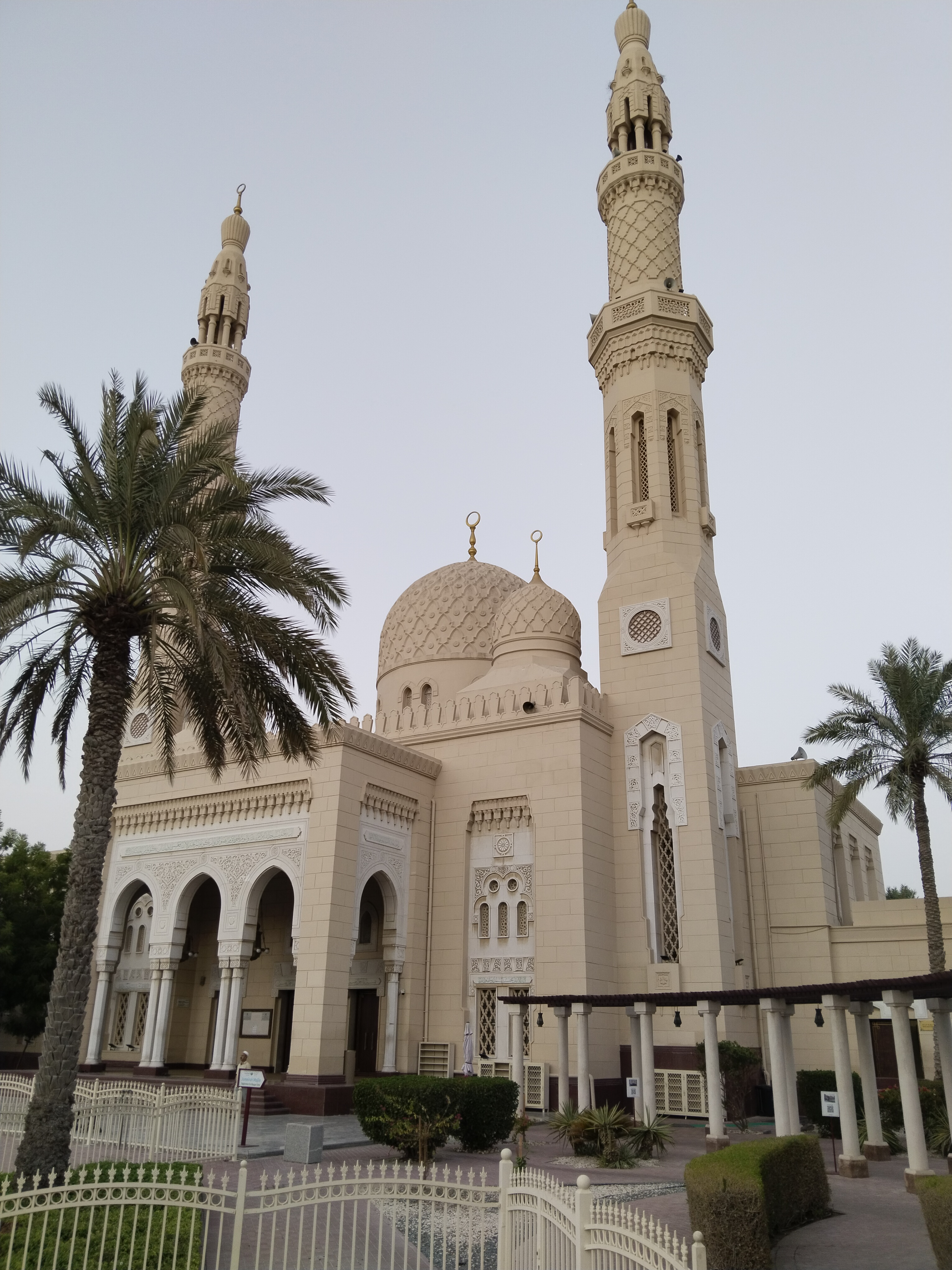

주메이라 모스크(아랍어: مسجد جميرا)는 아랍에미리트 두바이에 있는 모스크이다. 무슬림이 아닌 사람들을 위한 투어 서비스를 제공한다.